# Basket Zaragoza 2020-2021
Questa voce raccoglie le informazioni riguardanti il Basket Zaragoza 2002 nelle competizioni ufficiali della stagione 2020-2021.

## Stagione
La stagione 2020-2021 del Basket Zaragoza 2002 è la 12ª nel massimo campionato spagnolo di pallacanestro, la Liga ACB.

## Roster
Aggiornato al 14 marzo 2024.
| Casademont Zaragoza 2020-21 | Casademont Zaragoza 2020-21 |
| Giocatori                   | Staff tecnico               |
| --------------------------- | --------------------------- |

| N. | Naz.                                                   | Ruolo | Nome               | Anno | Alt.   | Peso   |  |
| -- | ------------------------------------------------------ | ----- | ------------------ | ---- | ------ | ------ |  |
| 0  | Cuba (bandiera)                                        | C     | Javier Justiz      | 1992 | 210 cm | 122 kg |  |
| 00 | Stati Uniti (bandiera) · Nigeria (bandiera)            | G     | Rasheed Sulaimon   | 1994 | 193 cm | 88 kg  |  |
| 5  | Stati Uniti (bandiera)                                 | G     | T.J. Bray          | 1992 | 196 cm | 86 kg  |  |
| 7  | Spagna (bandiera)                                      | A     | Jonathan Barreiro  | 1997 | 205 cm | 90 kg  |  |
| 8  | Stati Uniti (bandiera)                                 | G     | D.J. Seeley        | 1989 | 193 cm | 88 kg  |  |
| 8  | Germania (bandiera)                                    | A     | Elias Harris       | 1989 | 203 cm | 108 kg |  |
| 9  | Argentina (bandiera) · Italia (bandiera)               | AP    | Nicolás Brussino   | 1993 | 203 cm | 98 kg  |  |
| 10 | Spagna (bandiera)                                      | AC    | Jaime Fernández    | 2000 | 206 cm |        |  |
| 11 | Spagna (bandiera)                                      | G     | Aleix Font         | 1998 | 194 cm | 85 kg  |  |
| 12 | Germania (bandiera)                                    | AG    | Robin Benzing      | 1989 | 210 cm | 108 kg |  |
| 15 | Mali (bandiera)                                        | AC    | Sagaba Konate      | 1997 | 201 cm | 118 kg |  |
| 17 | Rep. Ceca (bandiera) · Spagna (bandiera)               | PG    | Vit Krejčí         | 2000 | 203 cm | 88 kg  |  |
| 20 | Danimarca (bandiera)                                   | AP    | Gustav Knudsen     | 2003 | 202 cm |        |  |
| 21 | Spagna (bandiera)                                      | P     | Rodrigo San Miguel | 1985 | 186 cm | 88 kg  |  |
| 22 | Serbia (bandiera)                                      | AG    | Pavle Stosić       | 2004 | 204 cm | 95 kg  |  |
| 24 | Stati Uniti (bandiera) · Macedonia del Nord (bandiera) | AC    | Jacob Wiley        | 1994 | 203 cm | 101 kg |  |
| 31 | Canada (bandiera) · Giamaica (bandiera)                | P     | Dylan Ennis        | 1991 | 188 cm | 88 kg  |  |
| 32 | Islanda (bandiera)                                     | C     | Tryggvi Hlinason   | 1997 | 215 cm | 118 kg |  |
| 33 | Stati Uniti (bandiera)                                 | C     | Jason Thompson     | 1986 | 211 cm | 113 kg |  |
| 44 | Spagna (bandiera)                                      | P     | Javier García      | 2001 | 185 cm |        |  |
| 55 | Slovenia (bandiera)                                    | P     | Luka Rupnik        | 1993 | 185 cm | 71 kg  |  |

| Allenatore |
| - Diego Ocampo (fino al 2 novembre) - Sergio Hernández (dal 3 novembre fino al 17 aprile) - Luis Casimiro (dal 17 aprile) |
| Assistente/i |
| - Ignacio Juan - Sergio Lamúa - Manuel Peña Legenda - (C) Capitano - (IN) Inattivo - Infortunato                          |

## Mercato

### Sessione estiva
| Acquisti | Acquisti         | Acquisti          | Acquisti   | Acquisti |
| R.a      | Nome             | da                | Modalità   |          |
| -------- | ---------------- | ----------------- | ---------- | -------- |
| G        | Aleix Font       | Barcellona        | svincolato |          |
| G        | Rasheed Sulaimon | Digione           | svincolato |          |
| A        | Dino Radončić    | Canarias Tenerife | svincolato |          |
| AC       | Jaime Fernández  | Barcellona B      | svincolato |          |
| AC       | Sagaba Konate    | Raptors 905       | svincolato |          |

| Cessioni | Cessioni        | Cessioni      | Cessioni       | Cessioni |
| R.       | Nome            | a             | Modalità       |          |
| -------- | --------------- | ------------- | -------------- | -------- |
| P        | Carlos Alocén   | Real Madrid   | fine prestito  |          |
| G        | Aleix Font      | Girona        | prestito       |          |
| A        | Dino Radončić   | San Sebastián | prestito       |          |
| A        | Ander Urdiain   | Peñas Huesca  | prestito       |          |
| AG       | Nemanja Radović | Murcia        | fine contratto |          |
| AC       | Jaime Pradilla  | Valencia      | fine contratto |          |
| C        | Aitor Etxeguren | Cáceres       | prestito       |          |

### Dopo l'inizio della stagione
| Acquisti | Acquisti     | Acquisti       | Acquisti         | Acquisti      |
| R.       | Nome         | da             | Data             | Modalità      |
| -------- | ------------ | -------------- | ---------------- | ------------- |
| P        | Luka Rupnik  | Nymburk        | 16 ottobre 2020  | svincolato    |
| G        | T.J. Bray    | Bayern Monaco  | 3 dicembre 2020  | prestito      |
| G        | Aleix Font   | Girona         | 10 dicembre 2020 | fine prestito |
| A        | Elias Harris | R. Ludwigsburg | 3 gennaio 2021   | svincolato    |
| AC       | Jacob Wiley  | Gran Canaria   | 26 febbraio 2021 | prestito      |

| Cessioni | Cessioni       | Cessioni            | Cessioni         | Cessioni      |
| R.       | Nome           | a                   | Data             | Modalità      |
| -------- | -------------- | ------------------- | ---------------- | ------------- |
| AC       | Sagaba Konate  | PAOK Salonicco      | 29 novembre 2020 | rescissione   |
| G        | D.J. Seeley    | Bayern Monaco       | 3 dicembre 2020  | rescissione   |
| P        | Luka Rupnik    | Cedevita Olimpija   | 6 dicembre 2020  | rescissione   |
| PG       | Vit Krejčí     | Oklahoma Blue       | 28 gennaio 2021  | rescissione   |
| G        | T.J. Bray      | Bayern Monaco       | 7 febbraio 2021  | fine prestito |
| C        | Jason Thompson | Guangdong S. Tigers | 9 febbraio 2021  | rescissione   |